# تنبوشه

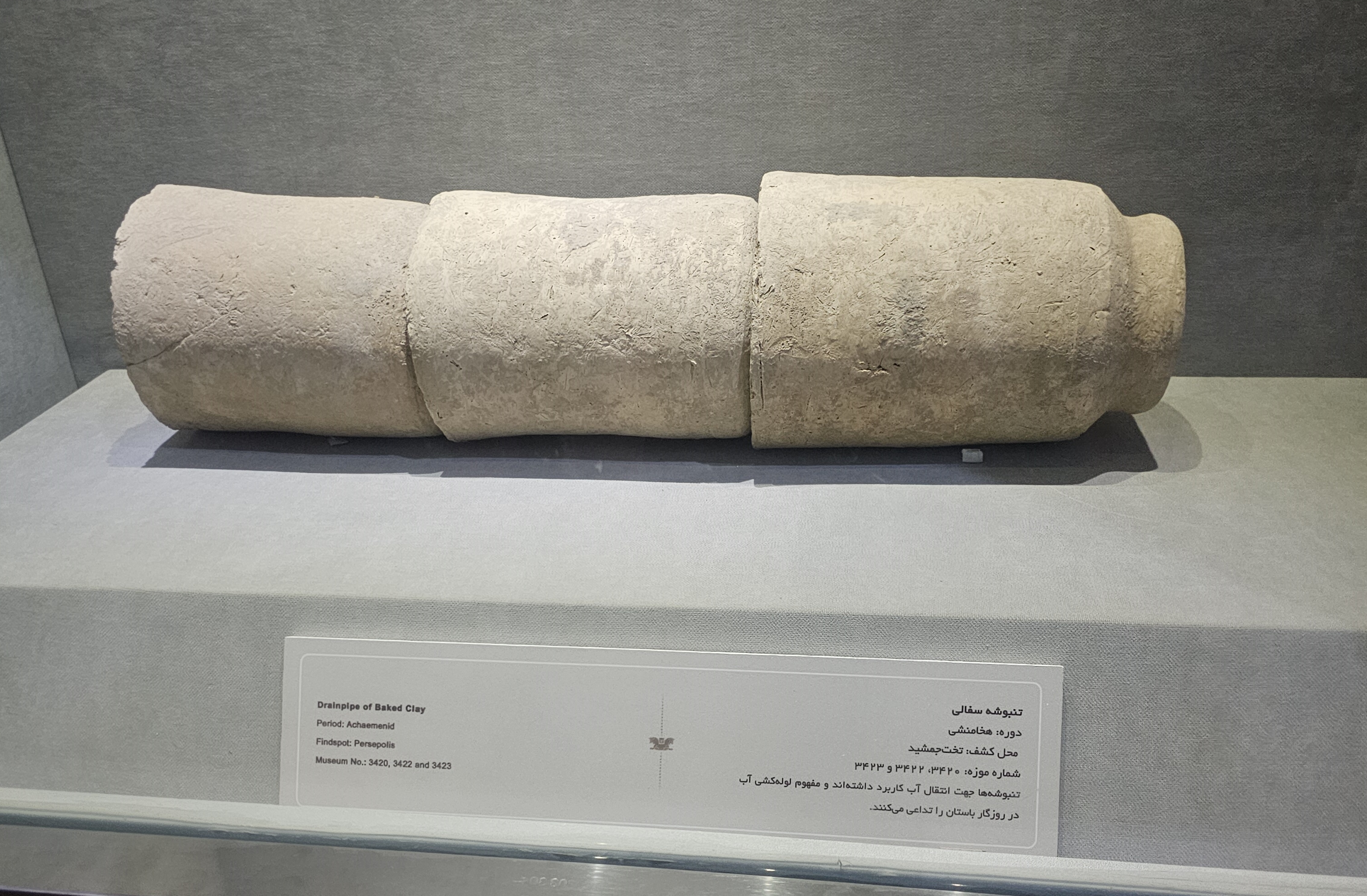
تنبوشه سفالی در موزه تخت جمشید

تَنبوشه لوله‌هایی سفالین است که در گذشته برای جابجایی آب در آب‌راه‌های سرپوشیده، زیرِ زمین یا زیرِ دیوار کار می‌گذاشتند تا آب با کمترین نَشت و در اصطلاح «پِرت» بگذرد و به مقصد برسد. «تنبوشه» از آنجا که ساخت ساده و هم‌زمان مقاومی داشت در گذشته کاربرد گسترده‌ای در همه طرح‌های انتقال آب از سازه‌های شهری گرفته تا آبخیزداری برای کشاورزی داشته‌است. هم اینک در طرح‌های آب رسانی بتن و لوله‌های فلزی یا بسپاری جایگزین «تنبوشه» شده‌اند.

## اندازه و شیوه ساخت
اندازه و ضخامت تنبوشه‌ها از نامشان پیداست:
تنبوشهٔ موش‌رو دارای ضخامت ۵ تا۶ سانتیمتر و قطر دهانه ۱۰ تا ۱۲ سانتیمتر است.
تنبوشه گربه رو ضخامت ۱۲ تا ۱۵ و قطر دهانه ۲۰ تا ۲۵ سانتیمتر است که سر و ته آن‌ها را برای اینکه درون هم به شیوه نر و مادگی چِفت شوند به گونهٔ مخروطی می‌ساختند.